# Bandeau d'information en continu

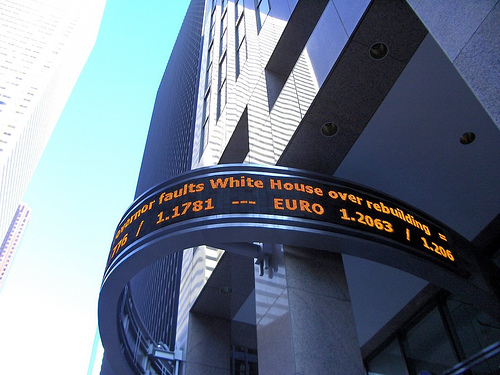
un exemple de bandeau publicitaire annonçant le coût des monnaies mondiales

Un bandeau d'information en continu est un bandeau situé en bas de l’écran d'une télévision ou d'un ordinateur permettant à un programme d'information de donner des actualités en temps réel et en continu. Les dépêches sont rafraîchies au fur et à mesure en fonction de l'apparition ou de l’évolution des informations pour les donner au plus vite.

## Historique
Le bandeau d'information en continu est inventé à une date inconnue. Un des premiers bandeaux, Motograph News Bulletin, est installé en 1928 sur Times Square et surnommé The Zipper,.
L'usage du bandeau continu commence à se répandre à la télévision d'abord sur la chaîne américaine Bloomberg TV à partir de 1998 ; son utilisation massive par les chaînes d'information est surtout attestée à partir des attentats du 11 septembre 2001,. Aux États-Unis, ces bandeaux sont surnommés « Chyron (en) », utilisant le nom de l'entreprise qui les popularisa pour les désigner.

## Critiques
Le bandeau est vu par certains observateurs comme le moyen utilisé par certaines chaînes de télévision pour maintenir le téléspectateur dans un état d'alerte permanent,.
Pour autant, le retrait de ce bandeau sur les chaînes d'information en continu est parfois mal vécu par les téléspectateurs, qui s'y sont habitués, notamment quand ils regardent la chaîne sans le son.